# سوندال: الرجل الذي باع النهر
سوندال: الرجل الذي باع النهر (بالكورية: 봉이 김선달)‏ هو فيلم كوري جنوبي مقتبس عن رواية كوميدية قديمة حول «كيم سون دال» الذي باع نهر تايدونغ. بدء تصوير الفيلم في 5 يونيو 2015 واكتمل تصويره في 30 من سبتمبر 2015.

## القصة
يحكي الفيلم قصة كيم سوندال، رجل محتال عبقري يملكُ مظهراً مغرياً وجرائة عالية يعمل مع فرقة من المحتالين تتكون من امرأة بوذية تدعى يوون والقزم بو وون والجرو جيون وهم أشهر نصابين في دولة الجوسون. يقرر الفريق بيع نهر تيدونغ لأقوى رجل في عصرهم عبر الغش والخداع.

## طاقم العمل
- يو سونغ هو في دور كيم سوندال/كيم إن هونغ.
- تشو جي هيون في دور سونغ ديه ريون.
- كو تشانغ سوك في دور القزم بو وون.
- را مي ران في دور المرأة البوذية.
- يوون شومين في دور الجرو جيون.

## روابط خارجية
- سوندال: الرجل الذي باع النهر على موقع IMDb (الإنجليزية)
- سوندال: الرجل الذي باع النهر على موقع بوكس أوفيس موجو (الإنجليزية)
- سوندال: الرجل الذي باع النهر على موقع قاعدة بيانات الفيلم (الإنجليزية)
- سوندال: الرجل الذي باع النهر على موقع ليتربوكسد (الإنجليزية)
- سوندال: الرجل الذي باع النهر على موقع كينوبويسك (الروسية)